# Philodromus roseofemoralis
Philodromus roseofemoralis är en spindelart som beskrevs av Karsch 1879. Philodromus roseofemoralis ingår i släktet Philodromus och familjen snabblöparspindlar. Inga underarter finns listade i Catalogue of Life.